# Zagros
Zagros (perz. رشته كوههاى زاگرس; akad. ܛܘܪ ܙܪܓܣ; kurd. زنجیره‌چیاکانی زاگرۆس; lur. کو یه لی زاگروس; arap. زاجروس الجبال) je najveći planinski masiv u zapadnom Iranu. Proteže se 1500 km od sjeverozapadnog Irana duž njegove zapadne granice sve do tjesnaca Hormuz. U geološkom smislu, Zagros čini zapadnu i jugozapadnu granicu Iranske visoravni. Najviši vrhovi Zagrosa su Zard-Kuh (4548 m) i Dena (4359 m). Planinski masivi Hazaran u pokrajini Kermanskoj pokrajini i Džabal-Bariz u Sistanu smatraju se ograncima Zagrosa.

## Etimologija
Naziv „Zagros“ potječe od iranskog naroda Zagartijanaca (Sagartijanaca) koji su naseljavali planinski masiv od jezera Van do obala Makrana. Druga objašnjenja kako termin potječe od grčke riječi „Zagreus“ (Olujno) ili avestanske riječi „Za-g'r'“ (Velika planina) smatraju se pogrešnima. Prije opisa starih Grka Zagros je nazivan „Planinom sa željeznim vrhovima“ (perz. اوپاریگی سهنه).

## Geologija
Planinski masiv Zagros je orogen, ulančano gorje nastalo endogenim procesima boranja zbog djelovanja euroazijske i arapske litosferne ploče. Nedavna istraživanja u pomoću GPS-a u Iranu pokazala su kako je sudar dviju litosfernih ploča i dalje aktivan što dovodi do deformacije, posebno u gorjima Zagrosa i Alborza. Relativno gusta iranska GPS mreža u planinama Zagrosa pokazala je velike rezultate deformacije; oko 10 mm godišnje u jugoistočnom dijelu, te oko 5 mm godišnje u sjeverozapadnom dijelu masiva. Prema navedenim istraživanjima da se zaključiti kako je sudar ploča neravnomjeran, odnosno kako postoje dvije različite zone sudara litosfernih ploča čija se granica nalazi u blizini grada Kazeruna. Pritisci na zemljinu koru zbog sudara ploča izazivaju često prelamanje slojeva sedimentnih stijena. Naknadne erozije odstranile su mekše stijene dok su ostavile tvrđe stijene poput vapnenca i dolomita (stijene slične vapnencu koja sadrži kalcij i magnezij). Ova različita erozija stvorila je paralelne oblike obronaka Zagrosa. Okolica i tektonska povijest stijena su bile pogodne za prikupljanje fosilnih goriva pa područje Zagrosa ima važnost za naftnu industriju Perzijskog zaljeva.

### Vrsta i starost stijena
Planinski masiv Zagros podijeljen je na brojne planinske lance koji se pružaju usporedno na razmacima od 10 do 250 km, a nastali su u isto doba kao i Alpe u Europi. Glavna nalazišta nafte u Iranu nalaze se po sredini zapadnog prigorja. Na južnim dijelovima masiva uz pokrajinu Fars nalaze se nešto niži vrhovi koji dosežu nadmorske visine do 4.000 m, a sadrže vapnenačke stijene bogate morskim fosilima.
Masiv Kuhrud proteže se oko 300 km na istoku paralelno uz Zagros, a između dva planinska lanca nalazi se gusto naseljeno područje relativno velike nadmorske visine gdje vlada umjerena klima. Rijeke u tom području ulijevaju se u slana jezera, a doline kroz koje protječu čine plodne poljoprivredne površine.

## Povijesni značaj
Najstariji tragovi poljoprivrede koji datiraju iz 9000. pr. Kr. nađeni su nižim dijelovima Zagrosa oko gradova Suze i Anšana. Pod planinama Zagrosa postoje brojna arheološka nalazišta; u pećini Šanidar pronađeni su kosturi neandertalaca, dok se neolitičko naselje Jarmo uz Jerihon i Çatal Höyük smatra jednim od najstarih u povijesti.
Podno Zagrosa pronađene su i neki od najstarijih tragova proizvodnje. Primjeri su naselja Hadži Firuz Tape i Godin-Tape u kojem su pronađena najstarija skladišta vina koja datiraju između 5400. i 3500. pr. Kr.
U ranom starom vijeku Zagros je bio naseljen Kasitima, Gutejcima, Asircima, Elamitima i Mitancima, koji su povremeno provaljivali u sumerske i akadske gradove u Mezopotamiji. Planinsko gorje tvori zemljopisnu granicu između mezopotamskih ravnica u današnjem Iraku i Iranske visoravni u Iranu.

## Poveznice
- Iranska visoravan
- Alborz
- Taursko gorje

## Vanjske poveznice
- Zagros (Livius.org)  Arhivirana inačica izvorne stranice od 1. listopada 2013. (Wayback Machine)
- The genus Dionysia  Arhivirana inačica izvorne stranice od 4. prosinca 2019. (Wayback Machine)
- Iran, vremenska skala povijesti umjetnosti (Metmuseum.org)
- Mezopotamija od 9000. do 500. pr. Kr. (Usfca.edu/)  Arhivirana inačica izvorne stranice od 24. veljače 2007. (Wayback Machine)
- Glavni vrhovi gorja Zagros

### Ostali projekti
|  | Zajednički poslužitelj ima još gradiva o temi Zagros |